# 1992年11月逝世人物列表
1992年逝世人物列表：1月 - 2月 - 3月 - 4月 - 5月 - 6月 - 7月 - 8月 - 9月 - 10月 - 11月 - 12月
1992年11月逝世人物列表，是用於匯總1992年11月期間逝世人物的列表。

## 依日期排序

### 1日
- 賈科莫·朱塞佩·貝爾特里蒂，81歲，義大利羅馬天主教主教，耶路撒冷拉丁族長[1]
- 卡爾·多伊奇，80歲，捷克政治學家[2]
- 塔瑪拉·拉扎科維奇，38歲，蘇聯藝術體操運動員[3]
- 約翰·H·馬爾姆貝格，65歲，美國等離子體物理學家。
- 瑪麗安·斯圖爾特，70歲，德裔美國女演員[4]
- 休·泰勒，69歲，美式橄欖球運動員和教練.[5]

### 2日
- 安瓦爾·阿拉佐夫，38歲，亞塞拜然上校和戰爭英雄，在行動中喪生。
- 羅伯特·卡斯頓·阿內森，62歲，美國雕塑家[6]
- 文森佐·巴爾扎莫，63歲，義大利政治家
- 傑瑞米亞斯·基敦達，50歲，安哥拉政治家[7]
- L·羅伊·霍克，87歲，美國牧場主和政治家。
- 哈爾·羅奇，100歲，美國電影和電視製片人[8]
- 傑克·惠特尼，87歲，美國音響工程師。

### 3日
- 阿拉吉來拜，90歲，印度民謠歌手。
- 波茲·貝加，82歲，美國棒球運動員[9]
- 傑克·大衛斯，78歲，美國童星[10]
- 阿蘭娜·哈珀，87歲，英國記者[11]
- 特奧菲爾·赫里內亞努，82歲，羅馬尼亞神職人員[12]
- 海頓·希爾，79歲，英國業餘足球運動員[13]
- 漢雅·荷姆，99歲，德裔美國舞蹈家、編舞家和舞蹈教育家。[14]
- 雷蒙德·科爾克，68歲，愛沙尼亞作家。[15]
- 弗拉達斯·米凱納斯，82歲，立陶宛棋手和記者。[16]
- 普呂姆·納斯，65歲，印度演員和導演。
- 克里斯·范·庫克，65歲，美國棒球運動員。[17]

### 4日
- 拉烏爾·安德列，76歲，法國導演和編劇。[18]
- 克勞德·艾弗琳，91歲，法國作家、出版商、詩人和二戰期間的法國抵抗運動成員[19]
- 路德維克·貝努瓦，72歲，波蘭電影和戲劇演員。
- 里賈納·卡羅爾，49歲，美國女演員[20]
- 何塞·路易士·薩恩斯·德·埃雷迪亞，81歲，西班牙電影導演。[21]
- 卡洛斯·英佩麗亞爾，56歲，巴西演員[22]
- 乔治·克莱因，88歲，加拿大發明家。
- 喬鮑·克爾莫西，48歲，匈牙利奧運會運動員[23]
- 三宅邦子，76歲，日本女演員[24]
- 路易莎·莫雷諾，85歲，瓜地馬拉勞工領袖。[25]
- 皮埃爾·維斯默，77歲，法國作曲家。[26]

### 5日
- 卡洛斯·桑斯·德·聖瑪麗亞，87歲，哥倫比亞外交官和政治家。[27]
- 阿爾帕德·埃洛，89歲，匈牙利裔美國國際象棋選手[28]
- 迪克·哈恩，76歲，美國棒球運動員[29]
- 理查·哈茨霍恩，92歲，美國地理學家和學者。[30]
- 揚·奧爾特，92歲，荷蘭天文學家[31]
- 卡爾·羅登堡，98歲，納粹德國國防軍將軍。
- 羅德·斯庫里，36歲，美國棒球運動員[32]
- 維亞切斯拉夫·斯科莫羅霍夫，52歲，烏克蘭田徑運動員[33]

### 6日
- 卡爾文·格雷厄姆，62歲，二戰期間服役的最年輕的美國軍人。[34]
- 塞巴斯蒂安·瓜爾科，80歲，阿根廷足球運動員。
- 列夫·奧列霍夫，78歲，蘇聯和俄羅斯畫家。
- 馬克·羅森伯格，44歲，美國電影製片人[35]

### 7日
- 亞歷山大·杜布切克，70歲，斯洛伐克政治家，交通事故。[36]
- Fern Gauthier，73歲，加拿大冰球運動員。[37]
- 勒内·阿梅尔（René Hamel），90歲，法國自行車手。.[38]
- 傑克·凱利（Jack Kelly），65歲，美國演員（《特立獨行》《禁忌星球》《熱血沸騰》）和政治家，中風。[39]
- 斯科特·麥克弗森（Scott McPherson），33歲，美國劇作家（《馬文的房間》），愛滋病併發症。[40]
- Robert Nay，35歲，澳大利亞游泳運動員和奧運選手，交通事故。[41]
- 吉米·奧克斯（Jimmy Oakes），90歲，英國足球運動員。[42]
- Henri Temianka，85歲，蘇格蘭裔美國小提琴家。[43]
- 理查·耶茨，66歲，美國小說家（《革命之路》），肺氣腫。[44]

### 8日
- 克斯·布鲁克曼，65歲，荷蘭奧運會速度滑冰運動員（1952年）。[45]
- 贺诚，90-91歲，中國中將。
- 伊恩·格裡菲斯（Ian Griffith），67歲，澳大利亞政治家。
- 拉裡·萊萬（Larry Levan），38歲，美國DJ，中風。[46]
- 雷德·米切爾（Red Mitchell），65歲，美國爵士音樂家。[47]
- 菲利克斯·施奈德（Felix Schnyder），82歲，瑞士律師和外交官。

### 9日
- 弗里茨·贡斯特，84歲，德國水球運動員。
- 威廉·希爾考特，92歲，丹麥童軍先驅[48]
- 伊萬·霍洛夫琴科，74歲，蘇聯和烏克蘭軍事將軍。
- 娜塔莉·喬伊斯，90歲，美國女演員[49]
- 斯文·塞朗厄，85歲，瑞典北歐滑雪運動員[50]
- T·西瓦斯坦帕蘭，66歲，斯里蘭卡政治家。

### 10日
- 查克·康纳斯（Chuck Connors），71歲，美國演員（《步槍手》《索倫特·格林》《老耶勒》）和運動員，肺癌。[51]
- 多克·古德瑞，74歲，美國小提琴手。[52]
- 希爾達·霍爾茨爾（Hilda Hölzl），65歲，斯洛維尼亞戲劇女高音。
- 埃斯基爾·倫達爾，87歲，瑞典游泳運動員和奧運選手。[53]
- 約翰·薩默森（John Summerson），87歲，英國建築歷史學家。[54]

### 11日
- 賈爾斯·布拉德（Giles Bullard），66歲，英國外交官。
- 約翰·撒母耳·福雷斯特，85歲，蘇格蘭物理學家。[55]
- 彼得·格雷頓，80歲，英國海軍上將。
- 厄尔·梅多斯（Earle Meadows），79歲，美國奧運會撐桿跳高運動員（1936年）。[56]

### 12日
- 朱利奧·卡洛·阿爾甘，83歲，義大利政治家和藝術史學家，羅馬市長[57]
- 拉斐爾·阿薩多夫，40歲，亞塞拜然軍官
- 查理斯·科理斯，81歲，美國演員和踢踏舞者[58]
- 但丁·賈內羅，80歲，法國單車運動員[59]
- 斯坦尼斯瓦夫·卡皮爾，83歲，波蘭越野滑雪運動員[60]
- 馬蘇拉·汗，81歲，印度伊斯蘭學者。
- 格雷戈里·馬科普洛斯，64歲，美國電影製片人。[61]
- 埃迪·梅耶霍夫，83歲，美國演員。[62]
- 大衛·奧利弗，30歲，美國演員[63]

### 13日
- 羅尼·邦德，52歲，英國鼓手
- 佛朗哥·卡拉布雷斯，69歲，義大利低音歌手[64]
- 瓦爾德馬·馬拉克，22歲，波蘭舉重運動員[65]
- 莫裡斯·奧哈納，79歲，法國作曲家[66]
- 約翰尼·奧斯特洛夫斯基，75歲，美國棒球運動員[67]
- 聖約翰派克，82歲，愛爾蘭聖公會主教。
- 吉姆·津特爾，82歲，美式橄欖球運動員。[68]

### 14日
- 喬治·亞當斯，52歲，美國爵士音樂家[69]
- 拜倫·比姆斯，57歲，美式橄欖球運動員[70]
- 克萊姆·博尚，94歲，美國電影製片人。
- 格雷格·科諾，55歲，加拿大畫家[71]
- 恩斯特·哈佩爾，66歲，奧地利足球運動員[72]
- 艾倫·賈曼，69歲，澳大利亞政治家。
- 格雷戈里奧·普列托，95歲，西班牙畫家[73]
- 約普·范·內倫，82歲，荷蘭足球運動員[74]
- 基思·沃勒，78歲，澳大利亞外交官。

### 15日
- 比利·哈塞特，71歲，美國籃球運動員。
- 卡爾·辛克爾，75歲，美式足球運動員。
- NH 基爾希拉特納，90歲，斯里蘭卡政治家和慈善家。
- 杜茨·蒙德羅，81歲，美國爵士音樂家。[75]
- 安德烈·什托哈連科，90歲，蘇聯和烏克蘭作曲家和教師。[76]

### 16日
- 克蘭西·費爾南多，54歲，斯裡蘭卡海軍上將
- 鮑勃·吉爾森，87歲，美式橄欖球運動員[77]
- 哈羅德·格拉瑟，86歲，美國經濟學家。
- 菲利斯·哈丁，84歲，英國仰泳和自由泳運動員[78]
- 萊斯利·霍森，95歲，加拿大文學史學家和評論家[79]
- 馬克斯·胡伯，73歲，瑞士平面設計師。[80]
- 拉曼·奧斯曼爵士，90歲，模里西斯政治家，總督
- 吉恩·肖特，79歲，美國職業棒球大聯盟球員[81]

### 17日
- 托德·阿姆斯壯（Todd Armstrong），55歲，美國演員（《傑森與阿爾戈航海家》《追捕》《鼠王》），自殺。[82]
- 奧黛麗·洛德（Audre Lorde），58歲，美國詩人和女權主義者，乳腺癌。[83]
- Dzintars Lācis，52歲，拉脫維亞自行車手。[84]
- 路遥，42歲，中國小說家，癌症。

### 18日
- 埃德·佛朗哥（Ed Franco），77歲，美國橄欖球運動員，心臟病發作。[85]
- 多蘿西·克爾斯滕（Dorothy Kirsten），82歲，美國歌手，中風併發症。[86]
- 赫爾曼·穆薩夫（Herman Musaph），77歲，荷蘭皮膚科醫生和性學家。[87]
- 約翰·斯克漢（John Skehan），70歲，愛爾蘭記者和廣播員。
- 拉杜·圖多蘭，82歲，羅馬尼亞小說家。

### 19日
- 傑弗里·李·格裡芬（Jeffery Lee Griffin），37歲，美國被定罪的殺人犯，注射死刑。
- 鮑比·拉塞爾（Bobby Russell），52歲，美國歌手，冠狀動脈疾病。[88]
- 關澤新一，71歲，日本編劇（哥斯拉）。
- 勒內·塔維涅，78歲，比利時地質學家和學者。[89]
- 黛安·瓦西，54歲，美國女演員（Peyton Place，Wild in the Streets，Ten North Frederick），呼吸衰竭。[90]

### 20日
- 威廉·菲爾茲（William Fields），63歲，美國賽艇運動員和奧運會冠軍，後來成為海軍軍官。[91]
- 約翰·福爾曼（John Foreman），67歲，美國電影製片人（《布奇·卡西迪和聖丹斯小子》、《普里齊的榮譽》、《將成為國王的男人》）。[92]
- 湯瑪斯·列斐伏爾，65歲，加拿大政治家。
- 費利克斯·馬滕（Félix Marten），73歲，德法電影演員，肺栓塞。[93]

### 21日
- 比森特·阿拉亞，70歲，玻利維亞足球守門員。
- 史華連奴·加扎洛尼，73歲，義大利長笛演奏家。
- 斯瓦魯普·基申，62歲，印度板球運動員，癌症。
- 謝恩·A·帕克，49歲，英裔澳大利亞博物館館長和鳥類學家，淋巴瘤。
- 凯山·丰威汉，71歲，寮國政治家，總統（自1991年起）和總理（1975-1991年）。[94]
- 瑞奇·威廉姆斯，36歲，美國音樂家。[95]

### 22日
- 維克多·杜比寧（Viktor Dubynin），49歲，蘇聯和俄羅斯總參謀長，癌症。
- 斯特林·霍洛威，87歲，美國配音演員（《小熊維尼》、《愛麗絲夢遊仙境》、《叢林之書》），心臟病發作。[96]
- 羅伯托·莫拉斯（Roberto Mouras），44歲，阿根廷賽車手，賽車事故。
- 羅納德·辛克萊（Ronald Sinclair），68歲，紐西蘭演員和電影剪輯師，呼吸衰竭。[97]
- 傑拉德·沃爾（Gerard Wall），72歲，紐西蘭政治家。

### 23日
- 羅伊·阿庫夫，89歲，美國鄉村音樂家[98]
- 穆罕默德·本尼馬，68歲，摩洛哥政治家，總理
- 麗塔·科黛，72歲，美國女演員，糖尿病併發症。
- 帕爾維茲·德哈達利，59歲，伊朗足球運動員和教練。
- 科林·埃文斯，56歲，威爾士橄欖球運動員。
- 沃德·赫爾曼斯，95歲，比利時佛蘭芒民族主義政治家和作家。
- 曼努埃爾·佩萊格裡納，72歲，阿根廷足球運動員[99]
- 讓·弗朗索瓦·蒂里亞爾，70歲，比利時政治理論家[100]

### 24日
- 澤維爾·達拉斯，58歲，法國管風琴家[101]
- 漢斯·德·科斯特，78歲，荷蘭政治家[102]
- 休里特·迪克森，52歲，美國橄欖球運動員[103]
- 西奧多·米勒·愛迪生，94歲，美國環保主義者，湯瑪斯·愛迪生的兒子。
- 弗朗西絲·A·詹特，94歲，美國賽馬擁有者和飼養員。
- 哈羅德·普利斯，86歲，美國作家。
- 亨麗埃特·普伊格-羅傑特，82歲，法國音樂家。[104]
- 瓊·泰森，56歲，美國歌手、小提琴家和舞蹈家。[105]

### 25日
- 约瑟夫·亚瑟·安克拉，77歲，迦納政治家，軍事國家元首
- 卡洛斯·博尔哈，79歲，墨西哥籃球運動員。
- 彼特·伊凱拉爾，96歲，荷蘭自行車運動員和奧運獎牌得主[106]
- 皮爾斯·喬丹，22歲，北愛爾蘭共和軍志願者
- 彼特·麥卡利，60歲，美式橄欖球教練[107]
- 查理斯·莫特-拉德克利夫，80歲，英國政治家。
- 馬克·雷森，97歲，俄羅斯歌劇歌手。[108]
- 德米特裡·烏科洛夫，63歲，俄羅斯冰球運動員[109]
- 阿斯拉克·維斯托，67歲，挪威政治家。

### 26日
- 喬恩·貝克，69歲，美式足球運動員[110]
- 奇奇歐巴比，73歲，義大利電影演員。
- 喬比·布蘭夏德，73歲，英國演員
- 司务道，81歲，挪威傳教士。
- 馬塞爾·科德斯，72歲，德國歌劇男中音。
- 愛卓恩·多爾，85歲，美國模特和女演員。
- 利奧波德·米特羅法諾夫，60歲，俄羅斯國際象棋作曲家。
- 內斯托·奧斯瓦爾多·佩隆格爾，42歲，阿根廷詩人
- 凯瑟琳·拉塞尔，80歲，南非女子游泳運動員[111]
- 約翰·夏普，72歲，英國演員[112]
- 約翰懷特，90歲，美國歌手。[113]

### 27日
- Ivan Generalić，77歲，克羅埃西亞畫家。[114]
- 比利·卡恩斯（Billy Kearns），69歲，美國演員，肺癌。[115]
- 丹尼爾·桑托斯（Daniel Santos），76歲，波多黎各歌手和波萊羅舞曲作曲家，心臟病發作。
- 沃爾特·陶舍爾（Walt Tauscher），91歲，美國棒球運動員。[116]

### 28日
- 弗蘭克·阿米，74歲，美國賽車手。
- 韋恩·班尼特，60歲，美國藍調吉他手[117]
- 蘭德爾·杜爾，89歲，美國電影藝術總監
- 拉爾夫霍恩，96歲，英國陸軍軍官和殖民地行政長官。
- 西德尼·諾蘭，75歲，澳大利亞藝術家。[118]
- 斯坦利·約瑟夫·奧特，65歲，美國羅馬天主教會主教
- 維爾·薩爾米寧，84歲，芬蘭電影演員、導演、作家和製片人。[119]

### 29日
- 讓·迪厄多內，86歲，法國數學家。[120]
- 拉烏爾·普洛坎，92歲，法國電影製片人。[121]
- 艾米里歐·璞琪，78歲，義大利時裝設計師和政治家。[122]
- 布蘭切特·費里·洛克菲勒，83歲，美國慈善家，约翰·戴维森·洛克菲勒三世的妻子[123]
- 保羅·萊恩，44歲，英國歌手和詞曲作者[124]
- 羅伯特·謝恩，92歲，美國演員[125]
- 羅伯特·F·西蒙，83歲，美國演員[126]
- 塔克·斯坦巴克，81歲，美國棒球運動員。[127]
- 格雷迪·斯蒂爾斯，55歲，美國怪胎表演者和殺人犯，被謀殺。
- 沃利·沃斯，34歲，美國貝斯手，霍奇金淋巴瘤。

### 30日
- 彼得·布鲁姆，86歲，美國藝術家。[128]
- 豪爾赫·多恩，45歲，阿根廷芭蕾舞演員[129]
- 伯納德·列斐伏爾，86歲，法國攝影師[130]
- 安徹·尼爾森，88歲，美國政治家[131]
- 勞倫斯·皮卡奇，76歲，印度耶穌會神父和加爾各答大主教
- 庫圖爾·羅摩克里希南·斯裡尼瓦桑，82歲，印度考古學家和歷史學家。
- 格雷厄姆·沃恩科姆，58歲，威爾士足球運動員。[132]